# 艾蜜莉·尤列洛普
 艾蜜莉·尤列洛普（Emilie Ullerup；1984年10月27日—），是一位丹麥女演員，她最著名的電視節目是《異形庇護所》裡飾演 Ashley Magnus而聞名。另外，她也客串電影《至死不渝》、《狗狗當家》、《北極航線》以及《命懸生死線》之系列。

## 生平
尤列洛普出生在丹麥哥本哈根，她是外交家庭的孩子，父親為(奧沃·尤列洛普-彼得森)Ove Ullerup-Petersen，是一位法學家，而母親為Bodil Mørkøv Ullerup。2003年畢業於哥本哈根高中畢業後，她搬到加拿大不列顛哥倫比亞省溫哥華，並參加了2005年畢業的溫哥華電影學院。

## 個人生活
尤列洛普會說出兩種語言為丹麥語和英語。她的父親擔任丹麥皇室的張伯倫爵士。2008年，她被發現有一個良性但侵略性的腫瘤包裹在她的脊神經，並於2009年接受手術去除腫瘤，此時她的尾骨和骨盆的一半骶骨被取出，約五個月後，她恢復了足夠的工作。
尤列洛普她目前的配偶為同演員兼製作人Kyle Cassie(凱爾·卡西)。

## 影視作品
| 年份 | 片名           | 角色                    | 備註             |
| ---- | -------------- | ----------------------- | ---------------- |
| 2015 | 命懸生死線     | Becky                   |                  |
| 2014 | 至死不渝       | Emily Hawkins           |                  |
| 2013 | 狗狗當家       | Sabrina                 |                  |
| 2012 | 僵屍新人仔     | Penelope                |                  |
| 2012 | 費城實驗: 再生 | Molly Gardener          |                  |
| 2012 | 特工爭風       | Ex-Girlfriend           |                  |
| 2011 | 跨界偵查       | Angelina                | 2 episodes, 2011 |
| 2010 | 獵與殺         | Dominika                |                  |
| 2010 | 音樂教師       | Dee Dee / Young Dee Dee |                  |
| 2007 | 異形庇護所     | Ashley Magnus           | 1 episode, 2007  |

## 外部連結
- 艾蜜莉·尤列洛普在互联网电影资料库（IMDb）上的資料（英文）
- 艾蜜莉·尤列洛普的X（前Twitter）
- 艾蜜莉·尤列洛普的官網